# Stora Malms landskommun
Stora Malms landskommun var tidigare en kommun i Södermanlands län.

## Administrativ historik
Den 1 januari 1863, när kommunalförordningarna började tillämpas inrättades i Stora Malms socken (ursprungligen Malms) i Oppunda härad i Södermanland denna kommun.
Inom kommunen inrättades 13 juli 1883 ett municipalsamhälle i det framväxande stationssamhället Katrineholm. Ett område bröts år 1917 ut för att bilda Katrineholms stad, varvid municipalsamhället upplöstes.
1952 genomfördes den första av 1900-talets två genomgripande kommunreformer i Sverige. Stora Malm bildade den då "storkommun" genom sammanläggning med den tidigare kommunen Östra Vingåker.
Kommunreformen 1971 innebar att Stora Malms kommun upphörde och tillsammans med många andra kommuner bildade Katrineholms kommun.

### Kyrklig tillhörighet
I kyrkligt hänseende tillhörde kommunen Stora Malms församling. Den 1 januari 1952 tillkom Östra Vingåkers församling.

## Kommunvapnet
Blasonering: I fält av guld två svarta båtformiga stenyxor bredvid varandra, båda med undersidan visad och eggen uppåt.

## Geografi
Stora Malms landskommun omfattade den 1 januari 1952 en areal av 295,96 km², varav 262,73 km² land. Efter nymätningar och arealberäkningar färdiga den 1 januari 1961 omfattade landskommunen samma datum en areal av 294,85 km², varav 265,85 km² land.

### Tätorter i kommunen 1960
| Tätort               | Folkmängd |
| -------------------- | --------- |
| Katrineholm, del ava | 297       |
| Strångsjö            | 241       |

Tätortsgraden i kommunen var den 1 november 1960 17,5 procent.

## Politik

### Mandatfördelning i valen 1938-1966
| 17 | 2 | 3 | 3 |

| 24 |

| 16 | 9 |

| 24 |

| 16 | 4 | 5 |

| 24 |

| 15 | 6 | 3 |  |

| 21 | 4 |

| 11 | 7 | 4 | 3 |

| 23 |

| 14 | 6 | 3 | 2 |

| 23 |

| 14 | 6 | 3 | 2 |

| 21 | 4 |

| 12 | 7 | 3 | 3 |

| 20 | 5 |